# Lāmadh
Cette page contient des caractères spéciaux ou non latins. S’ils s’affichent mal (▯, ?, etc.), consultez la page d’aide Unicode.
Lāmadh (ܠ) est la 12e lettre de l'alphabet syriaque. Comme préposition, elle est utilisée pour marquer l'objet direct, le datif ou la direction.
Son caractère Unicode est 0720.